# Calibre 91
Calibre 91 es una banda española de rock and roll original de Carabanchel, Madrid, fundada en el año 2018 por los hermanos Sergio Gómez y David Gómez.
Sus miembros son Sergio Gómez (vocalista y compositor), David Gómez (guitarrista y compositor), Alejandro Zapata (teclista), Jorge Blázquez (batería), Jaime Acosta (guitarrista) y Javier Gordillo (bajista)

## Historia
Allá por 2015, los hermanos Sergio Gómez y David Gómez, naturales de Carabanchel, Madrid, se dedicaban a tocar versiones de sus canciones favoritas en pequeñas salas y bares hasta que dieron el paso a componer sus propias canciones.
Fue entonces, en 2018, cuando fundaron el grupo y publicaron su primer álbum, Siempre Me Engaña el Rock'n'Roll, grabado en los Estudios Musitron bajo la producción de José Luis Garrido, ingeniero de sonido y productor de artistas como Paco de Lucía, Chavela Vargas, Ketama, Duncan Dhu o Siniestro Total.
En él intervinieron Sergio Gómez (voces), David Gómez (guitarras, bajos y coros), Alejandro Zapata (teclados), Felipe Benavides (bajos) y David Arcos (baterías), una agrupación a la que se sumaría Marco Torres durante la gira de presentación que llevarían a cabo por ciudades de toda España.
Recorrieron La Rioja, Cuenca y Ciudad Real, entre otras, antes de visitar la sala El Sol de Madrid en un concierto fin de gira que llegaron a grabar y publicar como álbum en directo en 2021, bajo el sello Avispa Music, con el título Directo Al Rojo Vivo.
Este trabajo, que incluye algunas colaboraciones con artistas como Nico Álvarez de Burning, les empujó a organizar nuevos conciertos, ya con Jorge Blázquez a la batería, como el ofrecido en noviembre de 2021 en la sala Caracol de Madrid.
En esta etapa incluso realizaron una gira por prisiones madrileñas,
 algo que no se había hecho nunca antes en España, cuando en 2022 Alfonso 'Fonsi' y Jaime Acosta se incorporaron como nuevos bajista y guitarrista respectivamente, después de que Felipe Benavides y Marco Torres abandonasen el proyecto.
Ya en 2023, la banda participaría en el festival Viña Rock celebrado en Villarrobledo y publicaría hasta cuatro sencillos como adelanto del que será su próximo álbum, grabado en los estudios de El Observatorio y producido por Mark Janipka.
Cerrarían el año subiéndose al escenario del WiZink Center como parte del evento Los 1.000 del WiZink Center, que conmemoraba los mil conciertos celebrados en este recinto y que reunió a grupos y artistas como Miss Caffeina, KIRAZ, Yogures de Coco, Marc Seguí o Raphael.
A comienzos de 2024, el grupo anunció por sus redes sociales una nueva gira de conciertos, como preludio al lanzamiento del nuevo álbum, por ciudades como Valladolid, Zaragoza, Gandía, Vigo, Murcia o Madrid, donde actuarían en la sala Copérnico.

## Discografía

### Álbumes
- 2018: Siempre Me Engaña el Rock'n'roll
- 2021: Directo Al Rojo Vivo

### Sencillos
- 2024: Disimular
- 2024: Gallo De Corral
- 2023: Tu Poder
- 2023: Gente Normal
- 2023: Tú Me Acompañarás
- 2021: Whisky Bar (En Directo)
- 2021: Me Crié en Asfalto (En Directo)
- 2021: La Suma de los Días (En Directo)
- 2021: Me Lo He Pensado Mejor (En Directo)
- 2020: ¿Qué Hace una Chica Como Tú en un Sitio Como Este? (En Directo)